# Piazza del Popolo
La Piazza del Popolo (lit. ‘plaça del poble’) és una de les places més famoses de Roma, als peus del Pincio.

## Història
L'origen del nom de la plaça és incert: És una etimologia que sorgeix de "poble" del llatí Populus, d'acord amb la tradició de la zona, un bosc d'àlbers relacionats amb la tomba de Neró, que estava allí. Se sap, però, que Pasqual II construí darrere de les parets d'una capella, a càrrec de la gent romana (el que després formaria l'actual església de Santa Maria del Popolo): del poble va ser la Mare de Déu, del poble esdevingué la plaça.

## Arquitectura
La plaça i la seva porta són un bon exemple de "capes" de l'arquitectura, un fenomen habitual a la Ciutat Eterna, que va tenir lloc a la rotació contínua dels papes que incloïa canvis i reelaboració de carreteres i obres de construcció. Amb vistes a la plaça de les tres esglésies.
La més antiga és l'església de Santa Maria del Popolo, al costat de la porta. Es va construir (a la tomba de Nero Domizia on va ser enterrat) en el segle xi pel Papa Pasqual II, però posteriorment va ser reconstruïda sota el Papa Sixt IV, per Baccio Pontelli i Andrea Bregno entre 1472 i 1477, que li donen una aparença més renaixentista. Entre 1655 i 1660 Papa Alexandre VII va decidir restaurar l'església, donant un aspecte més viu, que es va encarregar a Gian Lorenzo Bernini, que va restaurar l'església de nou, aquesta vegada donant una clara impressió que es pot admirar barroc avui. L'església acull pintures de la major importància: són les obres mestres de Caravaggio Conversió de Sant Pau i la Crucifixió de Sant Pere, i diversos frescos de Pinturicchio, L'Assumpció de Annibale Carracci, a més de l'arquitectura de Rafael i Bramante, i algunes de les seves escultures Andrea Bregno i Gian Lorenzo Bernini, el magnífic òrgan de suport de dos àngels de bronze.
El 1562-1565 Nanni di Baccio Bigi, encarregat pel Papa Pius IV (Medici), el sistema de la façana exterior de la Porta del Popolo. Més tard, el 1655, Papa Alexandre VII (Chigi) va encarregar a Gian Lorenzo Bernini per reorganitzar el treball intern de la façana i cornisa superior.
El 1573,el Papa Gregori XIII (Boncompagni) al centre de la plaça la font de Giacomo della Porta, un divuit noves fonts dissenyades després de la restauració de les seccions de la Mare de Déu. Però el 1589 el Papa Sixt V (Peretti) planteja un gran Flaminio Obelisco al centre de la plaça, 24 metres d'alçada, construït en l'època dels faraons Ramesse i Mineptah II (1232-1220 aC), dut a Roma, sota l'imperi d'August i prèviament en el Circo Massimo. Domenico Fontana traslladar la font a la porta al començament de Via del Corso.
Les dues esglésies bessones, com són anomenades de Santa Maria en Montesanto (1675) i Santa Maria dei Miracoli (1678), es construeixen per voluntat del Papa Alexandre VII (Chigi), però el treball s'acaba només després de la mort del Papa (1667), renovant profundament l'aspecte de la plaça, i que constitueixen els dos pols dels Trident, que són de via del Corso, Via del Babuino, Via Ripetta. Els dos edificis són iniciats per Carlo Rainaldi i acabats per Gian Lorenzo Bernini, amb la col·laboració de Carlo Fontana.
La forma de la plaça té la configuració actual des de finals del segle xix. Anteriorment, era una petita plaça de forma trapezoïdal que s'eixampla cap al trident. En l'època de Napoleó, de fet, l'aspecte arquitectònic i urbà de la plaça és revisat per Giuseppe Valadier, autor de la definitiva transformació de la plaça. Gràcies a la seva intervenció, la plaça es converteix en una forma el·líptica, en el medi, seguit per un doble exedra, decorat amb nombroses fonts i estàtues, que arriba a la terrassa del Pincio i cap al riu Tíber. El 1818, l'Valadier eliminà l'antiga font de Giacomo Della Porta que, en el marc del pontificat del Papa Lleó XII (Genga) (1822 a 1829) es substitueix per una nova arquitectura amb quatre lleons de marbre que llença aigua en els quatre tancs, disposats a les vores de "obelisc. El Valadier continua la seva tasca de renovació, col·locant la zona dels vessants de la Pincio, per exemple, la Piazza del Popolo i el turó amb la gran pista, adornada amb arbres i per carretera, que es va completar el 1834. La terrassa del Pincio es converteix en un dels passeigs més famosos de Roma, a la qual van assistir pel poble, la burgesia, la noblesa, l'església, i pels papes.
En 1878-1879 s'estableixen les dues torres laterals que van servir per enfortir la porta, que era només un tub, i l'addició dels dos tubs més petits. Després de la violació de Porta Pia, es produeix a través d'un nou accés a la plaça, adornada amb jardins dels carrers laterals i les escales, darrere de l'Exedra al riu, arran de la construcció del pont Margaret (1886-1891). L'última gran intervenció estructural es realitza en època feixista, el 1936, quan es va inaugurar l'exposició renovada de la Verge en el gran aqüeducte nicchione sota la terrassa del Pincio.
Avui en dia, la Piazza del Popolo és una gran zona de vianants, un lloc de grans actes públics: la seva capacitat li permet acollir fins a 30.000 persones. Aquí també ha establert la Regió Comando carabinieri Lazio